# André de Laubadère
André de Laubadère (24 de setembro de 1910 — 1981) foi um jurista francês. Especialista em direito administrativo. 

Foi doutor em direito em 1935 e tornou-se professor da Faculdade de direito de Paris em 1951.
Produziu trabalhos enciclopédicos que resumiram a jurisprudência de todas as áreas do Direito Administrativo. O "Tratado de Direito Administrativo", publicado pela primeira vez em 1953, e o "Tratado de Contratos Administrativos", publicado pela primeira vez em 1956, são pilares essenciais da doutrina pós-guerra. Atualizados e modificados por novos autores, continuam como textos referenciais.

## Publicações
- Les réformes administratives de 1953: les pouvoirs réglementaires élargis ; la "réforme administrative" (1954)
- Le Statut international du Maroc depuis 1955 (1956)
- La distinction des contrats administratifs et des contrats de droit commun. La formation des contrats administratifs (1956)
- Traité théorique et pratique des contrats administratifs (1959)
- Cours de grands services publics et entreprises nationales: rédigé d'après les notes et avec l'autorisation de M. André de Laubadère. 1959-1960 (1960)
- Traité élémentaire de droit administratif: Les grands services publics administratifs, Volume 3 (1978)

Traité de droit administratif (1980)